# Ekkehard II de Misnie
Ekkehard II (en allemand : Eckhard ou Ekkehard), né vers 985 et mort le 24 janvier 1046, fut margrave de Lusace à partir de 1034 et margrave de Misnie de 1038 jusqu'à sa mort.

## Biographie

### Famille
Ekkehard II est un fils cadet d'Ekkehard Ier († 1002), margrave de Misnie à partir de 985, et de son épouse Schwanehilde (Suanhild), fille du duc Hermann Ier de Saxe de la famille Billung. Il est le dernier de la lignée issue de Gunther de Mersebourg († 982), son grand-père qui était nommé margrave de Misnie par l'empereur Otton II en 981.
Son père Ekkehard Ier a été l'un des princes les plus influents à la cour de l'empereur Otton III et l'un des candidats à l'élection en tant que roi des Romains en 1002. Néanmoins, le duc Henri IV de Bavière est élu (en tant que Henri II) et le margrave a été assassiné peu tard. Son frère cadet Gunzelin lui succède en Misnie, lorsque les fils d'Ekkehard, Hermann Ier et Ekkehard II ont dû d'abord se limiter à leurs biens propres. Finalement, en 1009, Gunzelin est déposé par le roi Henri II et son neveu Hermann est nommé margrave.
Vers l'an 1026, Ekkehard II épousa Ute de Ballenstedt († 1046), membre de l'ancienne maison d'Ascanie, la sœur d'Esico, comte de Ballenstedt en Saxe.

### Règne
Lors de l'élection de 1002, la guerre germano-polonaise avait éclaté. Le duc Boleslas Ier de Pologne soutiendra la candidature d'Ekkehard Ier dont le fils Hermann épousa la fille de Boleslas, Reglindis. À la suite de l'assassinat d'Ekkehard Ier, les campagnes de Boleslas provoquaient l'effondrement de vastes régions : par le traité de Bautzen conclu en 1018, l'empereur Henri II lui a cédé la partie orientale de la marche de l'Est saxonne (Basse-Lusace), conjointement avec les pays des Milceni (la future Haute-Lusace) au sud.
La domination polonaise n'avait cessé qu'en 1031, en deux campagnes militaires menées par l’empereur Conrad II le Salique qui lui permettent de reprendre les territoires de Mieszko II de Pologne. L'année suivante, le comte Thierry fut nommé margrave de Lusace, le premier de la maison de Wettin. Le margrave Thierry de Lusace avait joué un rôle essentiel dans la reconquête de la Lusace ; il avait épousé Matilda, sœur d'Ekkehard II. Néanmoins, il a été tué par les partisans de son beau-frère le 19 novembre 1034 et Ekkehard II assume l'administration de la marche de Lusace pour le compte de son neveu Dedo II de Wettin.
En 1038, il succède à son frère Hermann Ier en tant que margrave de Misnie. Chargé de garder les frontières de l'est du Saint-Empire par le nouveau roi Henri III, il est souvent mis à contribution par le souverain, notamment du fait de la menace représentée par les ambitions du duc Bretislav Ier de Bohême. Allié avec le roi Pierre de Hongrie qui lançait des attaques contre la marche d'Autriche, le duc fait des annexions considérable en Pologne jusqu'à ce que le roi Henri III s'alarme de sa puissance. Conjointement avec l'archevêque Bardo de Mayence, le margrave Ekkehard II prend part aux deux campagnes de 1040 et 1041 qu'Henri III doit entreprendre en Bohême et au cours desquelles il est un des plus loyaux alliés du roi. La première expédition, repoussée le 22 septembre 1040 à Chlumec, demeure sans effet, mais la seconde oblige le prince tchèque à demander la paix, à renoncer à une partie de ses conquêtes et à reconnaître officiellement la suzeraineté de l'Empire.
Ekkehard demeure ensuite le conseiller écouté d'Henri III jusqu'à sa mort durant l'épidémie de 1046 qui frappe la Saxe. Il est sans descendance de son union avec Ute de Ballenstedt et il lègue sa puissante marche de Misnie et son titre au roi, qui investit du margraviat Guillaume IV de Weimar, comte d'Orlamünde. La marche de Lusace échoit à son neveu Dedo II de Wettin.

### Héritage et patrimoine

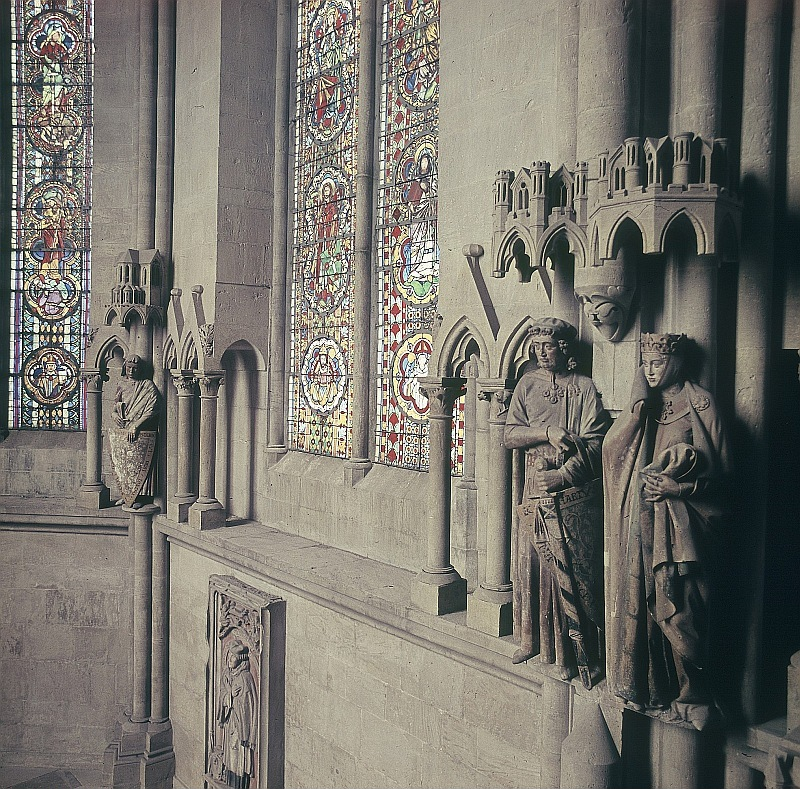
Le chœur de la cathédrale avec les statues d'Ekkehard II et Uta.

En 1029, les frères Hermann Ier de Misnie et Ekkehard II, à la demande de l'empereur Conrad II, ont fait transférer le siège épiscopal du diocèse de Zeitz à Naumbourg au bord de la Saale. Ekkehard et son épouse, dite Ute de Naumbourg, y sont immortalisés par leurs statues, œuvre d'un anonyme du XIIIe siècle le « Maître de Naumburg », dans la cathédrale Saints-Pierre-et-Paul. La plupart de leurs biens propres revenaient à l'église Saint-Cyriaque de Gernrode.

## Source
- (de) Cet article est partiellement ou en totalité issu de l’article de Wikipédia en allemand intitulé « Ekkehard II. (Meißen) » (voir la liste des auteurs), édition du 27 avril 2014.